# Torneo de Basilea 2011
El Torneo de Basilea es un evento de tenis que se disputa en Basilea, Suiza,  se juega entre el 29 de octubre y el 6 de noviembre de 2011.

## Campeones
- Individuales masculinos:  Roger Federer derrota a   Kei Nishikori, 6–1, 6–3.

- Dobles masculinos:  Michaël Llodra /  Nenad Zimonjić  derrotan a  Max Mirnyi /  Daniel Nestor, 6–4, 7–5.